# 広島県立忠海高等学校
広島県立忠海高等学校（ひろしまけんりつ ただのうみこうとうがっこう）は、広島県竹原市忠海床浦四丁目に所在する公立の高等学校。

## 概要
歴史
1897年（明治30年）創立の旧制中学校と1903年（明治37年）創立の高等女学校を前身とする。1948年（昭和23年）の学制改革により、それぞれ新制高等学校に移行。翌1949年（昭和24年）に両校は統合。2017年（平成29年）に創立120周年を迎える。
設置課程・学科
全日制課程 普通科
校訓
「質実剛健、公明正大、進取向上、自治協同」
校章
校名の「忠」と「高」の文字を図案化し、組み合わせたデザインになっている。
校歌
作詞は重園贇雄（旧制忠海中学出身）、作曲は宮原禎次による。歌詞は3番まであり、各番に校名の「忠高」が登場する。

## 沿革
旧制中学校
- 1897年（明治30年）5月 - 「豊田尋常中学校」が開校。 
  - 修業年限を5年（現在の中1から高2に相当）、入学資格を高等小学校2年を修了した12歳以上の男子とする。
- 1900年（明治33年）4月 - 「広島県第四中学校」に改称。
- 1901年（明治34年）6月 - 「広島県立忠海中学校」に改称。
- 1902年（明治35年）4月 - 新校舎が完成。
- 1907年（明治40年）4月1日 - 小学校令の改正により、入学資格が尋常小学校を修了した12歳以上の男子となる。
- 1918年（大正7年）8月 - 理化学教室を増築。
- 1931年（昭和6年）10月 - 新運動場が完成。
- 1939年（昭和14年）11月 - 校舎を改築。
- 1941年（昭和16年）4月1日 - 国民学校令の施行により、入学資格が国民学校初等科を卒業した12歳以上の男子となる。
- 1943年（昭和18年）4月1日 - 中等学校令の施行により、この時の入学生から修業年限が4年となる。
- 1944年（昭和19年）4月 - 教育ニ関スル戦時非常措置方策により、中等学校令施行前に入学した生徒にも修業年限4年が適用される。
- 1945年（昭和20年）3月 - 1940年（昭和15年）入学の5年生と1941年（昭和16年）入学の4年生の合同卒業式を挙行。
- 1946年（昭和21年）4月 - 修業年限が5年に戻る。
- 1947年（昭和22年）4月1日 - 学制改革（六・三制）が行われる。
  - 旧制中学校としての募集を停止。
  - 新制中学校を併設し（以下・併設中学校）、旧制中学校1・2年修了者を新制中学校2・3年生として収容。
  - 併設中学校は経過措置としてあくまで暫定的に設置されたため、新たに生徒募集は行われず、在校生が2・3年生のみの中学校であった。
  - 旧制中学校3・4年修了者はそのまま旧制中学校4・5年生として在籍（ただし4年修了時点で卒業することもできた）。
- 1948年（昭和23年）5月3日 - 学制改革により、旧制中学校は廃止され、新制高等学校「広島県忠海西高等学校」（男子校）が発足。
  - 通常制（全日制課程）普通科を設置。修業年限を3年、入学資格を新制中学校を卒業した15歳以上の男子とする。
  - 旧制中学校卒業者（5年修了者）を新制高校3年生、旧制中学校4年修了者を新制高校2年生、併設中学校卒業者（3年修了者）を新制高校1年生として収容。
  - 併設中学校の在校生は1946年（昭和21年）に旧制中学校へ最後に入学した3年生のみとなる。
- 1949年（昭和24年）3月31日 - 併設中学校を廃止。

高等女学校
- 1903年（明治36年）5月 - 「豊田郡立女子技芸学校」が開校。
- 1920年（大正9年）4月 - 組織改編により「豊田郡立豊田高等女学校」となる。
- 1923年（大正12年）
  - 4月1日 - 移管により、「広島県立忠海高等女学校」に改称。
  - 5月 - 校舎を改築。
- 1926年（大正15年）4月 - 補習科を設置。
- 1946年（昭和21年）4月 - 修業年限が5年となる。
- 1947年（昭和22年）4月1日 - 学制改革（六・三制）が行われる。
  - 高等女学校としての募集を停止。
  - 新制中学校を併設し（以下・併設中学校）、高等女学校1・2年修了者を新制中学校2・3年生として収容。
  - 併設中学校は経過措置としてあくまで暫定的に設置されたため、新たに生徒募集は行われず、在校生が2・3年生のみの中学校であった。
  - 高等女学校3・4年修了者はそのまま高等女学校4・5年生として在籍（ただし4年修了時点で卒業することもできた）。
- 1948年（昭和23年）5月3日 - 学制改革により、高等女学校は廃止され、新制高等学校「広島県忠海東高等学校」（女子校）が発足。
  - 通常制（全日制課程）普通科・家庭科を設置。修業年限を3年、入学資格を新制中学校を卒業した15歳以上の女子とする。
  - 高等女学校卒業者（5年修了者）を新制高校3年生、高等女学校4年修了者を新制高校2年生、併設中学校卒業者（3年修了者）を新制高校1年生として収容。
  - 併設中学校の在校生は1946年（昭和21年）に高等女学校へ最後に入学した3年生のみとなる。
- 1949年（昭和24年）3月31日 - 併設中学校を廃止。

新制高等学校（男女共学）
- 1949年（昭和24年）4月30日 - 高校三原則に基づく公立高校再編により、総合制の「広島県忠海高等学校」が発足。定時制課程（修業年限4年）を設置。
  - 男女共学を開始。
- 1950年（昭和25年）4月 - 園芸科を設置。
- 1953年（昭和28年）11月 - 校歌を制定。
- 1964年（昭和39年）
  - 3月31日 - 園芸科と定時制を廃止。
  - 5月 - 広島県立臨海教育センターが併設される。
- 1965年（昭和40年）
  - 3月31日 - 家庭科を廃止。これにより普通科のみとなる。
  - 7月 - 講堂兼体育館が完成。
- 1968年（昭和43年）10月1日 - 「広島県立忠海高等学校」（現校名）に改称（県の後に「立」が付される）。
- 1971年（昭和46年）から1974年（昭和49年）までの間 - 新校舎が完成。
- 1979年（昭和54年）3月 - 同窓会館と体育部室が完成。
- 1986年（昭和61年）12月 - ボートハウスが完成。
- 1991年（平成3年）3月 - 運動場を整備。
- 1997年（平成9年）9月 - 新体育館兼講堂が完成。
- 1999年（平成11年）2月 - 自然史博物室を設置。
- 2001年（平成13年）4月 - 普通科理数科学コースを設置。
- 2006年（平成18年）3月 - エレベーターを新設。
- 2010年（平成22年）4月 - 普通科理数科学コースの募集を停止。
- 2012年（平成24年）3月31日 - 普通科理数科学コースを廃止。

## 著名な出身者
あ
- 秋光新二 - 元プロ野球選手
- 安達潮花 - 華道家、安達式挿花創流者
- 池田勇人 - 内閣総理大臣、大蔵事務次官
- 石風呂良一 - 元プロ野球選手
- 後勝 - 陸軍少佐

か
- 加計勉 - 加計学園グループ創始者
- 亀本勇樹 - 競艇選手
- 唐島基智三 - 政治評論家
- かーうち - 漫画家

さ
- 重園贇雄 - 作詞家、新制高校発足後に校歌を作詞
- 白崎泰夫 - 元プロ野球選手

た
- 高橋玄洋 - 脚本家
- 竹鶴政孝 - ニッカウヰスキーの創業者、日本のウイスキーの父

な
- 新見政一 - 海軍中将
- 西野忠臣 - 元プロ野球選手、元競輪選手

は
- 廿日出要之進 - アヲハタ創業者
- 花岡圭三 - 自治事務次官
- 林貞行 - 外務事務次官、駐英大使 / 1年時に都立日比谷高に転校
- 平山郁夫 - 画家

ま
- 松島詩子 - 歌手（教師として在籍）

や
- 山本清治 - 政治家、三原市長

## 交通
- JR呉線 忠海駅下車、西へ徒歩約15分[1]
  - JR呉線：広・安芸津・竹原方面 - 安芸長浜 - 忠海駅 - 三原方面
- 芸陽バス[2]「忠海高校」バス停下車
  - 高速バス「かぐや姫号」（忠海駅発着便）：広島バスセンター・広島駅・竹原駅・竹原フェリー・安芸長浜駅方面 - 忠海高校 - 忠海駅前方面
  - 三原-竹原線：竹原駅・竹原フェリー前・安芸長浜駅方面 - 忠海高校 - 忠海駅前・三原駅方面
- 国道185号